# Windows Server 2016
Windows Server 2016 è un sistema operativo per server sviluppato da Microsoft. Fa parte della famiglia Windows NT ed è stato sviluppato assieme a Windows 10.

## Sviluppo
La prima Technical Preview è stata pubblicata il 1º ottobre 2014. A differenza dei suoi predecessori, che vennero distribuiti insieme alla versione client del sistema operativo, Windows Server 2016 è stato pubblicato il 26 settembre 2016 alla conferenza Microsoft Ignite ed è stata dichiarata la disponibilità generale il 12 ottobre 2016.
È stato reso disponibile in due canali: il canale di manutenzione Long-Term (LTSC), incentrato sulla stabilità offrendo un'opzione a lungo termine, e il canale Semi-Annual (SAC), fornendo versioni più frequenti e consentendo ai clienti di sfruttare i vantaggi dell'innovazione più rapidamente.

## Funzionalità
Windows Server 2016 ha una varietà di nuove funzioni che includono:
- Kernel e interfaccia utente basati su Windows 10.
- Active Directory Federation Services: la possibilità di configurare AD FS per autenticare utenti memorizzati in un sistema di directory non-AD conformi alla X.500 come LDAP o database SQL.
- Windows Defender: Windows Server Antimalware è installato e abilitato di default senza la GUI, che è installabile tramite le funzionalità di Windows.[6]
- Remote Desktop Services: Aggiungono il supporto per OpenGL 4.4 e OpenCL 1.1, miglioramenti alle prestazioni e alla stabilità; nuovo MultiPoint Services (vedi Windows MultiPoint Server).[7]
- Storage Services: Central Storage QoS Polices; Replica Storage (Storage Replicas).[8]
- Cluster di Failover: gestione degli aggiornamenti dei sistemi operativi facenti parte del cluster, Storage Replicas.[9]
- Web Application Proxy: Pre-autenticazione per la pubblicazione di applicazione HTTP con accesso base, reindirizzato da HTTP a HTTPS, propagazione IP dei cliente alle applicazioni backend.
- IIS 10: Supporto per HTTP/2.
- Windows PowerShell 5.1.[10][11]
- Windows Server Containers.[12]

## Cronologia delle versioni
| Storico versioni di Windows Server 2016 LTSC       | Storico versioni di Windows Server 2016 LTSC | Storico versioni di Windows Server 2016 LTSC |
| Versioni                                           | Milestone                                    | Data di uscita                               |
| -------------------------------------------------- | -------------------------------------------- | -------------------------------------------- |
| 6.4.9841                                           | Technical Preview                            | 1 ottobre 2014                               |
| 10.0.10074                                         | Technical Preview 2                          | 4 maggio 2015                                |
| 10.0.10514                                         | Technical Preview 3                          | 19 agosto 2015                               |
| 10.0.10586                                         | Technical Preview 4                          | 19 novembre 2015                             |
| 10.0.14300                                         | Technical Preview 5                          | 27 aprile 2016                               |
| 10.0.14393                                         | RTM                                          | 26 settembre 2016                            |
| Storico versioni di Windows Server 2016 SAC (1709) |                                              |                                              |
| Versioni                                           | Milestone                                    | Data di uscita                               |
| 10.0.16237                                         | Insider Preview                              | 13 luglio 2017                               |
| 10.0.16257                                         | Insider Preview 2                            | 8 agosto 2017                                |
| 10.0.16267                                         | Insider Preview 3                            | 22 agosto 2017                               |
| 10.0.16278                                         | Insider Preview 4                            | 5 settembre 2017                             |
| 10.0.16299                                         | RTM                                          | 17 ottobre 2017                              |
| Storico versioni di Windows Server 2016 SAC (1803) |                                              |                                              |
| Versioni                                           | Milestone                                    | Data di uscita                               |
| 10.0.17035                                         | Insider Preview                              | 15 novembre 2017                             |
| 10.0.17046                                         | Insider Preview 2                            | 5 dicembre 2017                              |
| 10.0.17074                                         | Insider Preview 3                            | 16 gennaio 2018                              |
| 10.0.17079                                         | Insider Preview 4                            | 23 gennaio 2018                              |
| 10.0.17093                                         | Insider Preview 5                            | 13 febbraio 2018                             |
| 10.0.17134                                         | RTM                                          | 7 maggio 2018                                |